# Trần Cao
En 1418 un nouveau prétendant, Trần Cao, reprend la lutte contre les Ming chinois, mais il meurt en 1428. Tran Cao (chinois : 陳 暠) est un roi fantoche désigné à la suite de la demande faite par le chef de l'armée des insurgés de Lam Son pour éviter son développement. Cette insurrection s'est élevée à la fin de la période de l'affrontement avec la dynastie Ming au Vietnam . 
Apparemment, il était nécessaire de trouver un représentant de la dynastie Trần, pour endiguer cette insurrection Lam Son, et pour ce faire, Trần Cao fut nommé pour répondre à la demande des insurgés de  Lam Son.
Selon l'histoire Kham vietnamien, une évaluation des historiens décrit la position choisie de la manière suivante " en raison de l'insurrection de  Lam Son; pour éditer des décrets tabous, le commandement vietnamien devrait copier son nom  : Tran Cao (陳 高), et l'utiliser pour édicter des ordres et des lois.."
La dynastie Trần s'achève donc en 1428 avec l'avènement de la dynastie Lê, fondée par le héros national vietnamien Lê Lợi.

## Histoire
Selon les livres d'histoire , Trần Cao dont le nom de naissance est Tran Cao Ho Il (chinois:胡 翁) ou Ti Chen (陳 翟) , mais on ne connait pas son lieu de naissance.
Lors de l'insurrection de Lam Son qui entre dans une phase décisive pouvant conduire à la victoire, et, d'autre part sur le plan de la lutte contre les chinois, le général Ming Wang Thong a été lourdement battu à Tuy Dong , et chassé dans la ville de Dongguan, il devient alors nécessaire de trouver un moyen pour inhiber le développement de l'insurrection de Lam Son, pour éradiquer les divisions internes vietnamiennes. Thong trouve alors un prétexte du roi Yongle en 1407, lors de l'évaluation du lac , avec un autre descendant Tran, car  le leader le Loi Lam son souhaite voir s'établir un nouvel Empereur issu de la dynaste Tran pour accepter d'être le médiateur et de retirer ses troupes.